# Moritz J. Elsas
Moritz Julius (John) Elsas (geboren am 25. Dezember 1881 in Frankfurt am Main; gestorben am 18. April 1952 in London) war ein deutsch-britischer Nationalökonom.

## Leben und Tätigkeit
Nach dem Schulbesuch studierte Moritz Julius Elsas Staats- und Wirtschaftswissenschaften. Während des Ersten Weltkrieges war er in der Rüstungsverwaltung tätig. Im Jahr 1918 wurde er in Frankfurt mit der ungedruckten Dissertation Untersuchungen über die Frankfurter Rüstungs-Industrie unter besonderer Berücksichtigung der Arbeits- und Lohnverhältnisse und der Lebensmittelversorgung der Arbeiter zum Dr. rer. pol. promovier. Anschließend war er als Privatgelehrter tätig.
In den Jahren 1919 bis 1924 berechnete Elsas die Lebenshaltungskosten einer Arbeiterfamilie, zunächst für Frankfurt und Berlin, dann für weitere Städte, und erstellte einen Index des sozialen Wohlstandes, der seit 1924 zweimonatlich, später wöchentlich erschien.
Seit 1929 erarbeitete Elsas als Gründungsmitglied und seit 1930 als Leiter der deutschen Sektion des Internationalen Wissenschaftlichen Komitees für die Geschichte der Preise der Rockefeller Foundation einen Umriss einer Geschichte der Preise und Löhne in Deutschland (2 Bände. 1936–1940).
Nach der Machtergreifung der Nationalsozialisten im Frühjahr 1933 emigrierte Elsas nach Großbritannien. Dort wurde er Mitarbeiter von John Maynard Keynes und des Manchester Guardian.  Außerdem wurde er Lecturer an der London School of Economics and Social Research, in deren Auftrag er das britische Volkseinkommen insbesondere in den Jahren 1924 bis 1938 untersuchte. Als Ergebnis seiner Erhebungen für das Population Investigation Committee veröffentlichte er Housing before the War and after (1942) und Housing and the Family (1947).
Ende der 1930er Jahre wurde Elsas von den Polizeiorganen des nationalsozialistischen Deutschlands als Staatsfeind eingestuft. Im Frühjahr 1940 setzte das Reichssicherheitshauptamt in Berlin ihn auf die Sonderfahndungsliste G.B., ein Verzeichnis von Personen, die im Falle einer erfolgreichen deutschen Invasion Großbritanniens durch die Sonderkommandos der SS-Einsatzgruppen mit besonderer Priorität ausfindig gemacht und verhaftet werden sollten.
Seit 1948 war Elsas mit Forschungsaufgaben für das Cabinet Office in London betraut.

## Familie
Elsas heiratete 1912 Esther Margarete Firnberg (* 5. August 1885 in London).

## Schriften
- Der Stand der Kosten der Lebenshaltung. Indexziffern zur Förderung gleitender Entlohnung. Frankfurt am Main 1920.
- Umriss einer Geschichte der Preise und Löhne in Deutschland. 2 Bände. Leiden 1936–1940.
- Housing before the War and after. 1942; Nachdruck 1945.
- Housing and the Family. 1947.